# Gabriela Margall
Gabriela Margall (noviembre de 1977 en Rafael Castillo, Partido de La Matanza, Gran Buenos Aires, Argentina) es una escritora, profesora de Historia e historiadora argentina. 

## Biografía
Gabriela Margall nació en noviembre de 1977 en Rafael Castillo, Partido de La Matanza, Gran Buenos Aires, Argentina. Estudió en la ciudad de Morón. Al terminar la escuela secundaria, se inscribió en la Universidad de Buenos Aires, en la carrera de Historia, de la que egresó con el título de profesora. Desde el año 2006 escribe y publica ficción dentro del género de la novela romántica, de la novela histórica y del ensayo histórico. 

## Obra
En diciembre de 2006 publicó su primera novela, Si encuentro tu nombre en el fuego.
Al año siguiente, 2007, publicó su segunda novela, Con solo nombrarte, ambientada durante la segunda invasión inglesa a Buenos Aires, secuela de su obra anterior.
En 2008, publicó su tercera novela, Lo que no se nombra, situada a principios del siglo XX en Buenos Aires. La novela fue reeditada en el 2019 por Ediciones B.
En 2010, publicó una nouvelle titulada Los que esperan la lluvia, en la que narra la historia de un amor prohibido entre un esclavo y una joven de sociedad en la Buenos Aires de 1810.
En 2011 publicó la novela Ojos color pampa por Editorial Vestales.
En 2012 comienza a publicar sus obras por Ediciones B Argentina bajo el sello Vergara. Su primera novela fue La princesa de las pampas.
En 2013 publicó la continuación de La princesa de las Pampas, La Hija del Tirano, también por Ediciones B Argentina.
En el 2014 publicó una novela histórica sobre Mariquita Sánchez de Thompson llamada La Dama de los Espejos, por Ediciones B Argentina.
En el 2015 publicó su primera novela romántica contemporánea, basada, en parte, en sus experiencias como escritora y su interés por la obra de la escritora inglesa Jane Austen. La novela se llama El Secreto de Jane Austen y tuvo un notable éxito, siendo editada en Argentina, México, España y Chile y traducida al italiano.
En el 2016 publicó Ese ancho río entre nosotros novela donde regresa a la novela histórico romántica. La novela fue publicada en Argentina por Ediciones B Argentina, bajo el sello Vergara.
En diciembre del 2017 publicó Huellas en el Desierto, una novela basada en la historia de amor entre la escritora inglesa Agatha Christie y el arqueólogo inglés Max Mallowan por el sello Vergara parte de Penguin Random House.
En marzo de 2018 publicó junto a la escritora Gilda Manso la colección La Historia Argentina Contada por Mujeres por Ediciones B, sello de Penguin Random House Argentina. La colección que tiene como objetivo devolver la voz a las mujeres en la escritura de la historia argentina y consta de tres volúmenes: 
- Volumen 1: De la Conquista a la Anarquía - 1536-1820.
- Volumen 2: De la Anarquía a la Batalla De Pavón - 1820-1861.
- Volumen 3: De la Batalla de Pavón al Inicio del Siglo XX - 1861-1900.

En febrero del 2021 publicó La Institutriz, una novela romántico-histórica con reminiscencias góticas e influencias de Charlotte Brontë, Anne Brontë, Henry James y Silvina Ocampo.
En junio del 2022 publicó Una vida en Oxford una novela contemporánea sobre las experiencias de una mujer argentina en la famosa ciudad inglesa.
En el año 2023 se publicaron nuevas ediciones de Si encuentro tu nombre en el fuego y Con solo nombrarte por Del Fondo Editorial. En diciembre de ese mismo año publicó la tercera parte de la saga: La viajera del sur, también por Del Fondo Editorial. Los tres libros conforman la Saga Romance y Espionaje en Tiempos de la Independencia que transcurre desde las invasiones inglesas a la ciudad de Buenos Aires hasta la independencia de las Provincias Unidas del Río de la Plata.
En el año 2024 publicó Gabrielle y la Bestia por editorial Planeta. La novela relata la vida de Gabrielle-Suzanne Barbot de Villeneuve, escritora francesa, autora de la primera versión del cuento de hadas "La Bella y la Bestia". La historia también narra la relación romántica que existió entre Gabrielle de Villeneuve y el dramaturgo francés Prosper de Crébillon.

### Saga Romance y Espionaje en Tiempos de la Independencia
1. Si encuentro tu nombre en el fuego, 2006 (Vestales/Del Fondo Editorial)
2. Con solo nombrarte, 2007 (Vestales/Del Fondo Editorial)
3. La viajera del sur, 2023 (Del Fondo Editorial)

### Serie Época de Rosas
1. La Princesa de las Pampas, 2012 (Vergara)
2. La Hija del Tirano, 2013 (Vergara)

### Novelas independientes
- Lo que no se nombra, 2008 (Vestales).
- Los que esperan la lluvia, 2010 (Vestales).
- Ojos color Pampa, 2011 (Vestales).
- La Dama de los Espejos, 2014 (Vergara).
- El secreto de Jane Austen, 2015 (Vergara).
- Ese ancho río entre nosotros, 2016 (Vergara).
- Huellas en el Desierto, 2017 (Vergara).
- Lo que no se nombra y Los Naranjos, nueva edición 2019 (Vergara).
- La Institutriz, 2021 (Vergara).
- Una vida en Oxford, 2022 (Vergara).
- Gabrielle y la Bestia, 2024 (Planeta).

### Cuentos incluidos en antologías
- "De bombones y rosas", en Cuentos para mil y una noches de amor, 2009 (Vestales)
- "La chica que nunca había bailado un lento", en Hace Falta Que Te Diga, 2017 (Planeta).
- "Una vida sensible a la luz", en Ay, pasión. Historias que enamoran, 2019 (Plaza y Janés).
- "El mar a sus espaldas", en Ay, pecados. Historias que enamoran, 2022 (Plaza y Janés).

### Historia
- La Historia Argentina Contada Por Mujeres, vol. 1, marzo del 2018 (Ediciones B - Penguin Random House).
- La Historia Argentina Contada Por Mujeres, vol. 2, junio del 2018 (Ediciones B - Penguin Random House).
- La Historia Argentina Contada Por Mujeres, vol. 2, septiembre de 2018 (Ediciones B - Penguin Random House).